# 圓覺瀑布
圓覺瀑布，又名圓覺寺瀑布，位於大溝溪上游，地處臺灣臺北市內湖區的峰碧山圓覺寺附近。當大溝溪隨著五指山山脈的坡向向下流時，遇到較硬、難以侵蝕的砂岩層，圓覺瀑布於焉形成。這座高約5公尺的瀑布下方有許多巨石，它們的存在，是圓覺瀑布位置持續後退的結果。
圓覺瀑布以步道對外連結，一條連續上坡的步道連結瀑布與其上方的圓覺寺。與大溝溪並行的步道，則連結下游的大溝溪親水公園，及離它最近的捷運站──大湖公園站。這些步道都被臺北市政府列入臺北大縱走第四段路線的一部分。在步道靠近圓覺瀑布的部分，有數座香菇造型的涼亭，提供步道上的行人休息。
圓覺瀑布和尖頂（今忠勇山）、龍船岩、白鷺鷥山、羊稠石壁潭（已消失）、獅頭山仙跡岩、大金面山、鶯歌精石過去合稱內湖八景。1978年出版的《臺灣勝蹟採訪冊·第三輯》書中，將圓覺瀑布描述為當時青年的旅遊與野營場所。
圓覺瀑布也見於文學創作中。連水淼圍繞著圓覺瀑布為主體，著有同名詩作圓覺瀑布。

## 外部連結
臺北旅遊網─圓覺瀑布 （页面存档备份，存于）